# Polyus

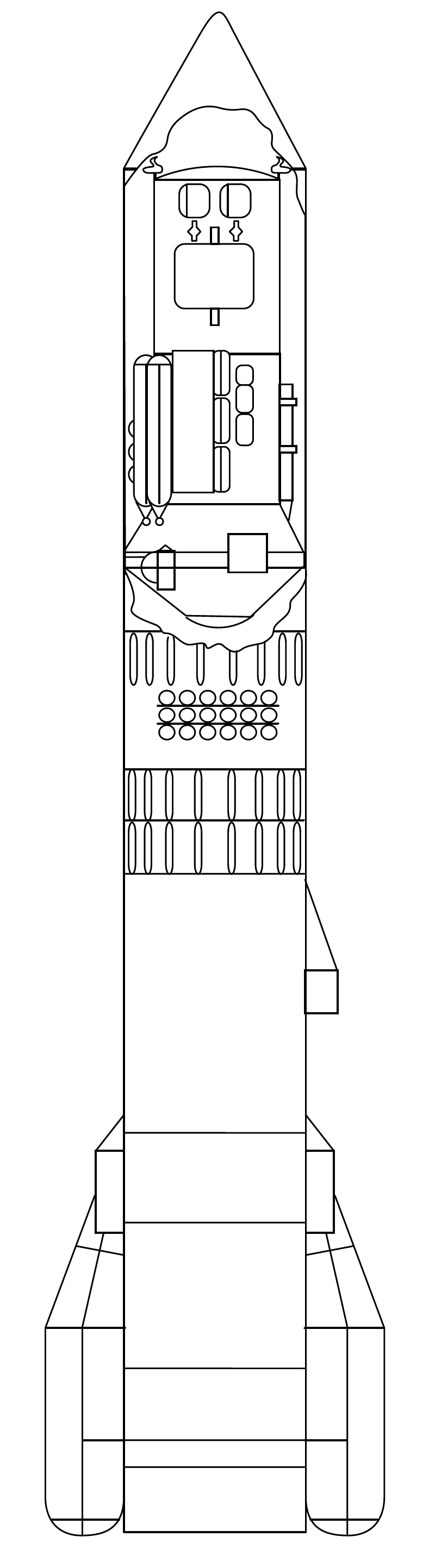
Polyus (disegno)

Il veicolo Polyus, conosciuto anche come Polus, Skif-DM, o 17F19DM, era un prototipo di piattaforma di armi orbitale progettata per respingere attacchi ASAT con un cannone recoilless. Aveva un FGB (l'acronimo russo di modulo cargo, simile a quello di Zarja, che è stato il primo componente della Stazione spaziale internazionale) derivato da un veicolo TKS per controllarne l'orbita. Era equipaggiato con un laser per "accecare" i sensori delle armi in avvicinamento e poteva lanciare obiettivi di prova per testare il sistema di controllo di fuoco.
Polyus venne lanciato il 15 maggio 1987, durante il primo volo del razzo Energia.
Per motivi tecnici il carico era stato lanciato rovesciato ed era stato predisposto per separarsi da Energia, ruotare di 180 gradi e quindi completare il lancio verso l'orbita. Il razzo Energia funzionò perfettamente, ma dopo la separazione dal razzo, Polyus ruotò di 360 gradi anziché dei 180 che erano stati previsti. Ciò fece sì che quando si accese il motore per aumentare la velocità orbitale, il satellite invece rallentò e cadde nell'Oceano Pacifico meridionale.